# Bembidion chaudoirii
Bembidion chaudoirii är en skalbaggsart som beskrevs av Maximilien de Chaudoir 1850. Bembidion chaudoirii ingår i släktet Bembidion, och familjen jordlöpare. Arten har ej påträffats i Sverige.